# EBSA Qualifying Tour
Die EBSA Qualifying Tour war eine 2012 ins Leben gerufene Serie von Snookerturnieren, über die sich europäische Spieler für die Snooker Main Tour qualifizieren konnten. Nachfolger sind die zur Saison 2014/15 eingeführten EBSA Amateur Play Offs. Die Serie wurde gemeinsam von der EBSA (European Billiards and Snooker Association) und dem Weltverband WPBSA (World Professional Billiards & Snooker Association) organisiert.

## Modus
Voraussetzung zur Teilnahme an der EBSA Qualifying Tour ist die Mitgliedschaft in einem nationalen Verband, der der EBSA unterstellt ist. Zugelassen sind nur Spieler mit Amateurstatus; die also nicht bereits auf der Main-Tour spielen oder spielten, ohne ihren (formalen) Profistatus wieder abzugeben.
Die Turniere der Qualifying Tour finden am gleichen Austragungsort wie vier Turniere der Players Tour Championship (einer Turnierserie für Profis und Amateure mit Einfluss auf die Weltrangliste) statt. So können Amateurspieler mit einer Anreise sowohl am PTC-Turnier, als auch am Qualifying-Tour-Turnier teilnehmen.
Für die abschließenden Playoffs qualifizieren sich die vier Turniersieger direkt. Acht weitere Spieler qualifizieren sich mit vorderen Platzierungen über ein Punktesystem. Somit spielen im Playoff 12 Spieler im K.-o.-Format um die drei Main-Tour-Plätze, die die Teilnahme für zwei Saisons auf der Profitour garantieren.

## Ergebnisse

### 2012/13

#### Qualifikation
| Saison  | Datum                 | Austragungsort, paralleles PTC-Turnier | Sieger         | Ergebnis | Finalist       |
| ------- | --------------------- | -------------------------------------- | -------------- | -------- | -------------- |
| 2012/13 | 24.–26. August 2012   | Nürnberg, Paul Hunter Classic 2012     | Patrick Einsle | 3:2      | Lee Page       |
| 2012/13 | 18.–21. Oktober 2012  | Antwerpen, Antwerp Open 2012           | Gary Wilson    | 3:0      | Elliot Slessor |
| 2012/13 | 14.–18. November 2012 | Sofia, Bulgarian Open 2012             | John Astley    | 3:2      | Jeff Cundy     |
| 2012/13 | 12.–14. Dezember 2012 | Ravenscraig, Scottish Open 2012        | Jak Jones      | 3:2      | Sanderson Lam  |

#### Playoffs
Die Playoffs der EBSA Qualifying Tour 2012/13 fanden am 28. April 2013 in der World Snooker Academy in Sheffield, England statt.
Da sich Gary Wilson und John Astley bereits über die PTC-Serie 2012/13 für die Main Tour qualifizierten, rückten John Parkin und Adam Wicheard nach.
|  | Halbfinale         | Halbfinale |                |                    | Finale | Finale |
|  |                    |            |                |                    |        |        |
|  |                    |            |                |                    |        |        |
|  | Patrick Einsle     | 4          |                |                    |        |        |
|  | Ian Glover         | 0          |                |                    |        |        |
|  |                    |            | Patrick Einsle | 4                  |        |        |
|  |                    |            |                | Christopher Keogan | 3      |        |
|  | Christopher Keogan | 4          |                |                    |        |        |
|  | Ben Harrison       | 2          |                |                    |        |        |
|  |                    |            |                |                    |        |        |

|  | Halbfinale     | Halbfinale |             |           | Finale | Finale |
|  |                |            |             |           |        |        |
|  |                |            |             |           |        |        |
|  | John Parkin    | 4          |             |           |        |        |
|  | Oliver Lines   | 3          |             |           |        |        |
|  |                |            | John Parkin | 0         |        |        |
|  |                |            |             | Jak Jones | 4      |        |
|  | Jak Jones      | 4          |             |           |        |        |
|  | Elliot Slessor | 2          |             |           |        |        |
|  |                |            |             |           |        |        |

|  | Halbfinale        | Halbfinale |                   |               | Finale | Finale |
|  |                   |            |                   |               |        |        |
|  |                   |            |                   |               |        |        |
|  | Jeff Cundy        | 2          |                   |               |        |        |
|  | Stuart Carrington | 4          |                   |               |        |        |
|  |                   |            | Stuart Carrington | 4             |        |        |
|  |                   |            |                   | Adam Wicheard | 0      |        |
|  | Adam Wicheard     | 4          |                   |               |        |        |
|  | Lee Page          | 1          |                   |               |        |        |
|  |                   |            |                   |               |        |        |

### 2013/14

#### Qualifikation
| Saison  | Datum                 | Austragungsort, paralleles PTC-Turnier       | Sieger           | Ergebnis | Finalist         |
| ------- | --------------------- | -------------------------------------------- | ---------------- | -------- | ---------------- |
| 2013/14 | 13.–17. August 2013   | Sheffield/Doncaster, Bluebell Wood Open 2013 | Oliver Lines     | 3:0      | Gareth Allen     |
| 2013/14 | 23.–25. August 2013   | Nürnberg/Fürth, Paul Hunter Classic 2013     | Sydney Wilson    | 3:0      | Matthew Day      |
| 2013/14 | 6.–10. November 2013  | Gloucester, Kay Suzanne Memorial Cup 2013    | Ian Glover       | 3:2      | Michael Georgiou |
| 2013/14 | 14.–16. November 2013 | Antwerpen, Antwerp Open 2013                 | Steven Hallworth | 3:2      | Duane Jones      |

#### Playoffs
Die Playoffs der EBSA Qualifying Tour 2013/14 fanden vom 12. bis 13. April 2014 im Ponds Forge International Sports Centre in Sheffield, England statt.
|  | Halbfinale        | Halbfinale |            |                   | Finale | Finale |
|  |                   |            |            |                   |        |        |
|  |                   |            |            |                   |        |        |
|  | Ian Glover        | 4          |            |                   |        |        |
|  | Gareth Allen      | 2          |            |                   |        |        |
|  |                   |            | Ian Glover | 4                 |        |        |
|  |                   |            |            | Jamie Rhys Clarke | 2      |        |
|  | Sam Harvey        | 2          |            |                   |        |        |
|  | Jamie Rhys Clarke | 4          |            |                   |        |        |
|  |                   |            |            |                   |        |        |

|  | Halbfinale       | Halbfinale |                  |                 | Finale | Finale |
|  |                  |            |                  |                 |        |        |
|  |                  |            |                  |                 |        |        |
|  | Steven Hallworth | 4          |                  |                 |        |        |
|  | Martin Ball      | 1          |                  |                 |        |        |
|  |                  |            | Steven Hallworth | 4               |        |        |
|  |                  |            |                  | Mitchell Travis | 3      |        |
|  | Mitchell Travis  | 4          |                  |                 |        |        |
|  | Zack Richardson  | 1          |                  |                 |        |        |
|  |                  |            |                  |                 |        |        |

|  | Halbfinale        | Halbfinale |            |                  | Finale | Finale |
|  |                   |            |            |                  |        |        |
|  |                   |            |            |                  |        |        |
|  | Michael Tomlinson | 1          |            |                  |        |        |
|  | Zak Surety        | 4          |            |                  |        |        |
|  |                   |            | Zak Surety | 4                |        |        |
|  |                   |            |            | Michael Georgiou | 1      |        |
|  | Sydney Wilson     | 1          |            |                  |        |        |
|  | Michael Georgiou  | 4          |            |                  |        |        |
|  |                   |            |            |                  |        |        |